# Доктор обоих прав
Доктор обоих прав (сокращенное — J.U.D.) (лат. Iuris Utriusque Doctor) — учёная степень высшей ступени доктора наук в области гражданского и церковного права.
Степень была широко распространена среди католических и немецких ученых средневековья и раннего нового времени.
Ныне степень доктора обоих прав присуждается после шестилетнего срока обучения в Папском Латеранском университете в Ватикане, Университете Вюрцбурга и Фрибурском университете.
В числе известных докторов обоих прав:
- Альярди, Антонио — итальянский куриальный кардинал и папский дипломат.
- Бах, Томас — немецкий президент Международного олимпийского комитета (МОК).
- Бевилакква, Энтони Джозеф — американский кардинал.
- Бернард дю Боске  — французский кардинал.
- Брант, Себастьян — немецкий сатирик XV века, поэт, юрист.
- Бюлов, Оскар фон — немецкий юрист, правовед.
- Венжик, Ян — римско-католический и государственный деятель Речи Посполитой, примас Польши.
- Верде, Алессандро — итальянский куриальный кардинал и ватиканский сановник.
- Гаспарри, Пьетро — итальянский куриальный кардинал и ватиканский дипломат.
- Гаспарри, Энрико — итальянский куриальный кардинал и ватиканский дипломат.
- Глемп, Юзеф — польский кардинал.
- Дадальо, Луиджи — итальянский куриальный кардинал и ватиканский дипломат.
- Карафа, Пьетро Луиджи — итальянский куриальный кардинал.
- Кипфмюллер, Берта — преподаватель немецкого языка.
- Лев XIII — римский папа.
- Лигуори, Альфонсо — католический епископ, теолог, основатель Конгрегации Святого Спасителя.
- Остророг, Ян — государственный и общественный деятель Королевства Польского
- Паасикиви, Юхо Кусти — финский политический деятель, 7-й президент Финляндии.
- Падневский, Филип — польский государственный и религиозный деятель.
- Помпедда, Марио Франческо — итальянский куриальный кардинал и церковный юрист.
- Поджи, Луиджи — итальянский куриальный кардинал и ватиканский дипломат.
- Стольберг, Каарло Юхо — финский государственный и политический деятель, первый президент Финляндии.
- Феррата, Доменико — итальянский куриальный кардинал.
- Чайковский, Антоний Павлович — русский профессор польского права, поэт и юрист.
- Хемниц, Мартин – немецкий юрист.
- Шульц-Шулецкий, Ян — польский историк и юрист.